# NGC 7741
NGC 7741 est une galaxie spirale barrée relativement rapprochée et située dans la constellation de Pégase. Sa vitesse par rapport au fond diffus cosmologique est de 403 ± 24 km/s, ce qui correspond à une distance de Hubble de 5,9 ± 0,5 Mpc (∼19,2 millions d'al). NGC 7741 a été découverte par l'astronome germano-britannique William Herschel en 1784.
La classe de luminosité de NGC 7741 est III-IV et elle présente une large raie HI. Elle renferme également des régions d'hydrogène ionisé (HII).
En raison d'une brillance de surface égale à 14,09 mag/am2, on peut qualifier NGC 7741 de galaxie à faible brillance de surface (LSB en anglais pour low surface brightness). Les galaxies LSB sont des galaxies diffuses (D) avec une brillance de surface inférieure de moins d'une magnitude à celle du ciel nocturne ambiant.
À ce jour, une vingtaine de mesures non basées sur le décalage vers le rouge (redshift) donnent une distance de 12,642 ± 2,128 Mpc (∼41,2 millions d'al), ce qui est à l'extérieur des valeurs de la distance de Hubble.

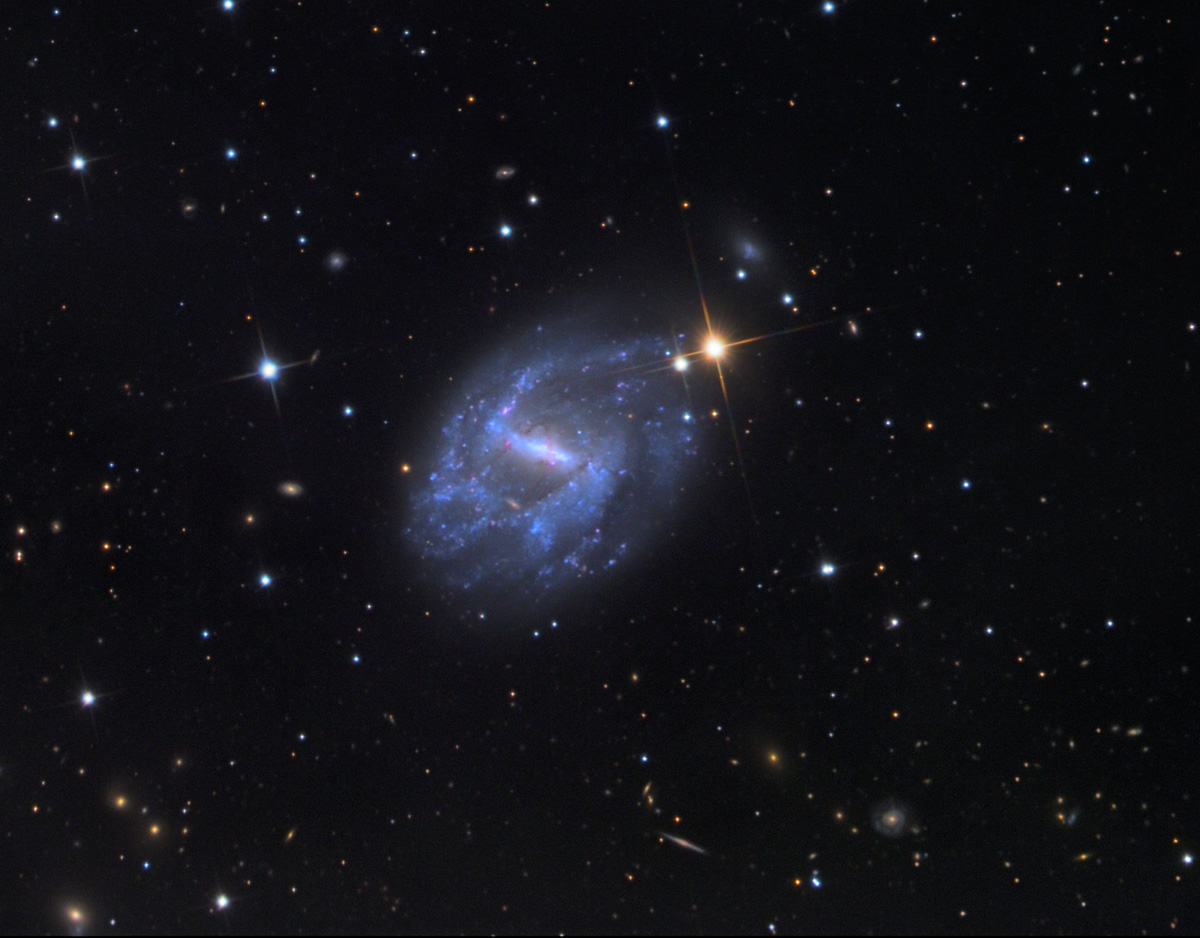
NGC 7741 par l'observatoire du mont Lemmon.

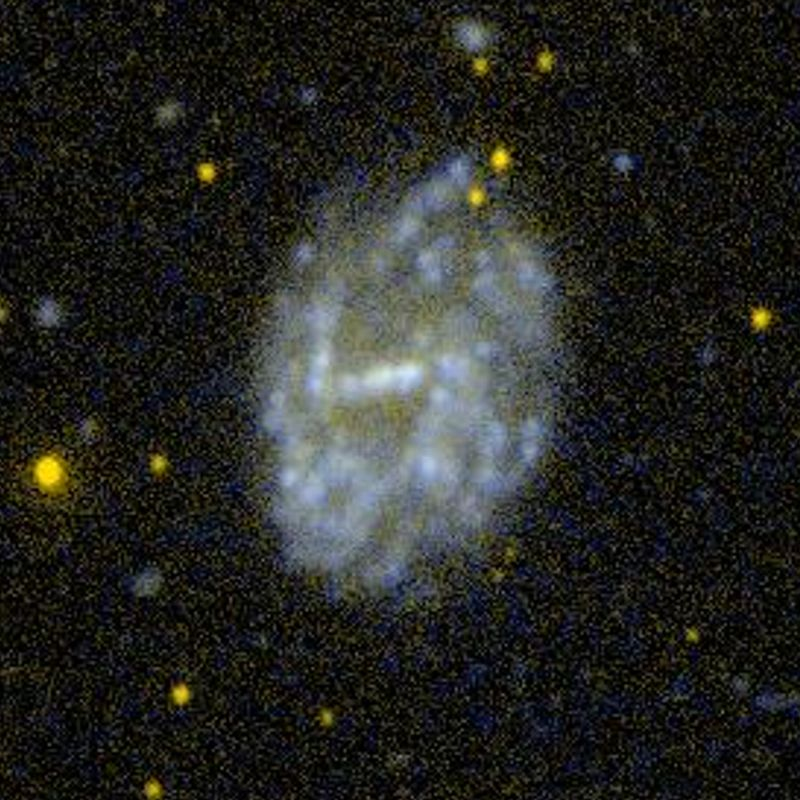
NGC 7741 par le télescope spatial GALEX.